# Lauth-Juergens Motor Car Company
Lauth-Juergens Motor Car Company war ein US-amerikanischer Hersteller von Kraftfahrzeugen. Eine zweite Quelle nennt die Lauth-Juergens Company und eine dritte zumindest für die letzte Zeit die Lauth-Juergens Motor Company.

## Unternehmensgeschichte
Jacob Lauth aus Chicago in Illinois hatte 1905 zwei Prototypen hergestellt und suchte einen Geldgeber. Zusammen mit Theodore Juergens gründete er 1907 das Unternehmen in Chicago. Die Produktion von Automobilen begann. Der Markenname lautete Lauth-Juergens. Das erste Fahrzeug stand im Dezember 1907 auf der Chicago Automobile Show. 1909 endete die Pkw-Produktion.
1910 wurde der Sitz nach Fremont in Ohio verlagert. Nun entstanden ausschließlich Nutzfahrzeuge. 1914 endete die Fahrzeugproduktion. 1915 wurde das Unternehmen aufgelöst.

## Pkw
Das Fahrzeug von der Ausstellung hatte einen Vierzylindermotor mit 40 PS Leistung.
Für 1908 bis 1909 sind zwei Modelle überliefert. Gemeinsamkeit war ein Vierzylindermotor und ein Fahrgestell mit 300 cm Radstand. Das Model C hatte einen Motor mit 127 mm Bohrung, 152,4 mm Hub, 7722 cm³ Hubraum und 50 PS Leistung. Der Aufbau wurde Tourist genannt und bot Platz für fünf bis sieben Personen. Beim Model D hatte der Motor nur 139,7 mm Hub, 7078 cm³ Hubraum und 45 PS Leistung. Der offene Tourenwagen war fünfsitzig.

## Modellübersicht
| Jahr      | Modell  | Zylinder | Leistung (PS) | Radstand (cm) | Aufbau                        |
| --------- | ------- | -------- | ------------- | ------------- | ----------------------------- |
| 1908–1909 | Model C | 4        | 50            | 300           | Tourist 5-sitzig und 7-sitzig |
| 1908–1909 | Model D | 4        | 45            | 300           | Tourenwagen 5-sitzig          |